# Vero (singolo)
Vero è un singolo del gruppo musicale Italiano Gemelli DiVersi, pubblicato il 24 giugno 2022.

## Video musicale
Il video, diretto da Luca Tartaglia, è stato reso disponibile il 14 luglio 2022 attraverso il canale YouTube del gruppo.

## Tracce
1. Vero – 2:57